# Patrick Janssens
Patrick Janssens (ur. 19 września 1956 w Antwerpii) – belgijski i flamandzki polityk, w latach 1999–2003 przewodniczący Partii Socjalistycznej (Socialistische Partij), od 2003 do 2012 burmistrz Antwerpii.

## Życiorys
Ukończył studia z zakresu nauk politycznych i społecznych oraz nauk ekonomicznych na Uniwersytecie w Antwerpii, a także statystykę w London School of Economics. Od 1979 do 1985 pracował jako asystent na pierwszej z tych uczelni. Później prowadził firmę badawczą, a w latach 1989–1999 był zatrudniony w agencji marketingowej VVL/BBDO, pełniąc m.in. funkcję dyrektora wykonawczego i prezesa.
W latach 1999–2003 był przewodniczącym Partii Socjalistycznej. W 2001 został radnym miejskim Antwerpii, od 2003 do 2012 sprawował urząd burmistrza tego miasta. Od 2003 do 2004 zasiadał w federalnej Izbie Reprezentantów. W 2004 i w 2009 był wybierany w skład Parlamentu Flamandzkiego, a w 2010 do Izby Reprezentantów.